# Olaf Syvertsen
Christian Olaf Syvertsen (Oslo, 1884. augusztus 23. – Oslo, 1964. június 13.) olimpiai ezüstérmes norvég tornász.
Az 1908. évi nyári olimpiai játékokon tornában összetett csapatversenyben ezüstérmes lett.
Klubcsapata az Oslo Turnforening volt.